# Natchitoches (Louisiana)
Natchitoches település az Amerikai Egyesült Államok Louisiana államában, Natchitoches megyében. Lakosainak száma 18 039 fő (2020. április 1.).

## Népesség
A település népességének változása:

| 2010 | 18 323 |
| 2020 | 18 039 |